# Henri Hens
Henri Hens (Amberes, 6 de diciembre de 1889-Amberes, 20 de febrero de 1963) fue un deportista belga que compitió en ciclismo en la modalidad de pista. Ganó una medalla de oro en el Campeonato Mundial de Ciclismo en Pista de 1910, en la prueba de medio fondo.

## Medallero internacional
| Campeonato Mundial | Campeonato Mundial | Campeonato Mundial | Campeonato Mundial |
| Año                | Lugar              | Medalla            | Competición        |
| ------------------ | ------------------ | ------------------ | ------------------ |
| 1910               | Bruselas (Bélgica) | Medalla de oro     | Medio fondo (A)    |